# Museo Don Carlo Gnocchi
Il Museo Don Carlo Gnocchi è dedicato al presbitero lombardo ed ha sede presso il Santuario diocesano di via Capecelatro a Milano, in un edificio precedentemente cappella dell'IRCCS Santa Maria Nascente della Fondazione Don Carlo Gnocchi.
Inaugurato il 27 ottobre 2012, contiene principalmente oggetti appartenuti al sacerdote, tra cui la sua macchina per scrivere Underwood, alcuni paramenti liturgici come una mozzetta, un camice e una berretta, il suo cappello da alpino con gli scarponi, il motorino e la moto Guzzi, la sua auto, il calice della sua prima liturgia e varie sue medaglie.
Vi è anche una cripta che conserva il precedente sarcofago, usato prima della translazione del beato nel nuovo santuario, e donato dagli alpini.